# Sampford Spiney
Sampford Spiney – wieś i civil parish w Anglii, w Devon, w dystrykcie West Devon. W 2011 civil parish liczyła 117 mieszkańców. Sampford Spiney jest wspomniana w Domesday Book (1086) jako Sandford/Sandforda.